# 16engage
『16engage』（シックスティーン・エンゲージ）は、宮坂香帆による日本の漫画作品。
『少女コミック』（小学館）にて1997年2号から13号まで連載された。単行本は全2巻、文庫本は全1巻。

## あらすじ
父が亡くなり、嫌味な叔母に引き取られることになった高校生のゆいこ。そんなゆいこの前に、親同士が決めていた婚約者だと名乗る矢崎俊が現れ、ゆいこは矢崎家で世話になることを決める。俊の優しさに安らぎを得るゆいこだったが、俊の兄で不良っぽい貴巳にも惹かれてしまう。
2人の間で揺れ動くゆいこの前に、父の遺品から「3人が兄妹である」と書いた手紙を見つけたからと叔母が迎えに現れる。

## 登場人物
西野 ゆいこ（にしの ゆいこ）
高校1年生。唯一の肉親だった父親が亡くなり、叔母に引き取られることになるが、婚約者が現れ、彼の家へ行く。
矢崎 俊（やざき しゅん）
自称・ゆいこの婚約者。自分の方が先にゆいこを好きになったのに、互いに惹かれ合うゆいこと貴巳に怒りを覚える。
矢崎 貴巳（やざき たかみ）
俊の兄。女遊びが激しく、すぐに暴力を振るう不良。限定解除の大型バイクに乗っている。
西野 明高（にしの あきたか）・小百合（さゆり）
ゆいこの亡くなった両親。結婚を親族に反対され駆け落ちした。矢崎家は建築士だった明高の設計。
藤川（ふじかわ）
怪我をしたゆいこの担当医。ゆいこの母・小百合のことが好きだった。

## 書誌情報
宮坂香帆 『16engage』 小学館
- 〈フラワーコミックス〉 全2巻
  1. 1997年5月26日発売、ISBN 4-09-137191-4
  2. 1997年8月19日発売、ISBN 4-09-137192-2
- 〈小学館コミック文庫〉 全1巻
  1. 2006年3月15日発売、ISBN 4-09-191663-5